# Золотурн (округ)
Золотурн (нім. Bezirk Solothurn) — округ у Швейцарії в кантоні Золотурн.
Адміністративний центр — Золотурн.

## Громади
У таблиці наведено список громад округу станом на 2022 рік, населення та площа станом на 2019 рік.

| Українська назва | Оригінальна назва | Код BFS | Населення | Площа |
| ---------------- | ----------------- | ------- | --------- | ----- |
| Золотурн         | Solothurn         | 2601    | 16933     | 6,3   |